# Salatiga
Salatiga là một thành phố thuộc tỉnh Trung Java. Thành phố Salatiga  nằm giữa các thành phố Semarang và Surakarta. Thành phố nằm ở chân núi Merbabu (cao 3.142 m) và núi Telomoyo, và có khí hậu khá mát do độ cao. Thành phố có diện tích 17,87  km², dân số năm 2006 là 176.000 người.